# Liste von Karikaturenmuseen
Die Liste von Karikaturenmuseen gibt einen Überblick zu Karikaturenmuseen, also zu Museen, die sich der Präsentation von Karikaturisten und ihren Karikaturen widmen. Die Liste erhebt keinen Anspruch auf Vollständigkeit.

## Deutschland
| Bezeichnung                                                     | Bild           | Standort                                        | Bundesland    | Errichtung Einweihung | Weitere Informationen |
| --------------------------------------------------------------- | -------------- | ----------------------------------------------- | ------------- | --------------------- | --------------------- |
| Wilhelm Busch – Deutsches Museum für Karikatur und Zeichenkunst | weitere Bilder | Hannover, Georgenpalais im Georgengarten (Lage) | Niedersachsen | 1950                  |                       |
| Caricatura                                                      |                | Kassel, Hauptbahnhof, Kulturbahnhof (Lage)      | Hessen        |                       |                       |
| Satiricum                                                       |                | Greiz, im Sommerpalais (Lage)                   | Thüringen     |                       |                       |
| Caricatura Museum für Komische Kunst                            | weitere Bilder | Frankfurt am Main (Lage)                        | Hessen        |                       |                       |

## Weitere
Im Gegensatz zum deutschsprachigen Raum befinden sich in internationalen Karikaturmuseen neben Karikaturen häufig auch Cartoons.
| Bezeichnung                                              | Bild           | Standort                                                         | Staat                  | Errichtung Einweihung | Weitere Informationen                             |
| -------------------------------------------------------- | -------------- | ---------------------------------------------------------------- | ---------------------- | --------------------- | ------------------------------------------------- |
| Karikaturmuseum Krems                                    | weitere Bilder | Krems an der Donau, Steiner Landstraße (Niederösterreich) (Lage) | Österreich             |                       |                                                   |
| Cartoonmuseum Basel                                      | weitere Bilder | Basel, St. Alban-Vorstadt 28 (Lage)                              | Schweiz                |                       |                                                   |
| Eryk-Lipiński-Karikaturmuseum (Karikaturmuseum Warschau) | weitere Bilder | Warschau, Kozia-Straße 11 (Lage)                                 | Polen                  |                       | Internetseite des Museums (englisch und polnisch) |
| Karikatür Müzesi (= Karikaturenmuseum)                   |                | Istanbul                                                         | Türkei                 |                       | Karikatür ve Mizah Müzesi                         |
| Caricature Museum                                        |                | Mexiko-Stadt                                                     | Mexiko                 |                       |                                                   |
| Israeli Cartoon Museum                                   |                | Holon, Haim Weizman St 61                                        | Israel                 |                       | The Israeli Cartoon Museum                        |
| The Cartoon Museum                                       | weitere Bilder | London (Lage)                                                    | Vereinigtes Königreich | 2006                  |                                                   |
| Cartoon Art Museum                                       |                | San Francisco (Lage)                                             | Vereinigte Staaten     | 1984                  |                                                   |
| ToonSeum                                                 | weitere Bilder | Pittsburgh (Lage)                                                | Vereinigte Staaten     | 2007                  |                                                   |